# Лорна Грифин
Лорна Џоан Грифин (енгл. Lorna Joann Griffin; Хамилтон, 9. јун 1959) била је америчка атлетичарка, специјалиста за бацање кугле и диска.
У августу 1983. на Светском првенству у Хелсиникију у бацању кугле (16,14 м) није успела да су пласира у финале. Лошији пласман са светског првенства истог месеца поправила је на Панамеричким играма 1983. у Каракасу, освајањем трећег места у две дисциплине бацању кугле и диска. На основу ових резултата ушла је у олимпијску екипу САД за Летње олимпијске игре 1984. у Лос Анђелесу. Тачмичила се у обе дисциплине и у обе пласирала у финале, где је у бацању кугле била 9. (17,00 м), а бацању диска 12. (50,16 м).